# Умњак
Умњаци (лат. dentes serotini — трећи молари, сапијентеси, осмице, зуби мудрости) представљају осми зуб од медијалне линије у људској вилици. Управо због тога се ови зуби често и називају „осмице”. Човјек има укупно четири оваква зуба.

## Посебности
За разлику од осталих зуба, умњаци се развијају релативно касно. Код многих људи, што је доказано рендгенским снимцима, минерализација умњака се одвија тек у 14. години, а избијају тек у одраслој доби. Због тога ови зуби и носе назив умњаци (зуби мудрости).
Према грчкој филозофији, онај који трпи болове приликом израстања овога зуба обично пада у депресију, дубоко размишља и захтијева мудрост. Па је и то једна од могућих теза о настанку имена „зуб мудрости”.

## Облик и изглед
Умњаци припадају групи зуба под именом молари, али за разлику од њих не посједују у потпуности све њихове карактеристике. На примјер на круници се понекад формирају само три квржице, а понекад и пет или више. Такође, број коријена може бити различит, од онога код молара. Најчешће су коријени умњака срасли у једну цјелину и обично је та формација у зубној чашици закривљена, па је стога екстракција зуба отежана.